# Alfarnate (kommunhuvudort)
Alfarnate är en kommunhuvudort i Spanien.   Den ligger i provinsen Provincia de Málaga och regionen Andalusien, i den södra delen av landet, 400 km söder om huvudstaden Madrid. Alfarnate ligger 885 meter över havet och antalet invånare är 1 420.
Terrängen runt Alfarnate är huvudsakligen kuperad, men åt sydost är den bergig. Runt Alfarnate är det ganska glesbefolkat, med 50 invånare per kvadratkilometer. Närmaste större samhälle är Villanueva del Trabuco, 8,0 km nordväst om Alfarnate. Trakten runt Alfarnate består till största delen av jordbruksmark.